# Лукомін
Лукомін (пол. Łukomin) — село в Польщі, у гміні Кшешиці Суленцинського повіту Любуського воєводства.
Населення — 78 осіб (2011).
У 1975-1998 роках село належало до Гожовського воєводства.

## Демографія
Демографічна структура станом на 31 березня 2011 року:
|          | Загалом | Допрацездатний вік | Працездатний вік | Постпрацездатний вік |
| -------- | ------- | ------------------ | ---------------- | -------------------- |
| Чоловіки | 37      | 6                  | 24               | 7                    |
| Жінки    | 41      | 10                 | 23               | 8                    |
| Разом    | 78      | 16                 | 47               | 15                   |